# Marika Mäkelä
Marja-Leena (Marika) Mäkelä, född Koskinen 12 april 1947 i Uleåborg, är en finländsk målare och grafiker.
Marika Mäkelä är dotter till majoren Urho Koskinen och Suoma Toivonen. Hon utbildade sig på Konstuniversitetets Bildkonstakademi i Helsingfors 1969-73. 
Hon nominerades till Ars Fennica 1992 och till Carnegie Art Award 2014. År 2006 fick hon Pro Finlandia-medaljen. Sara Hildéns konstmuseum i Tammerfors höll 2014 en retrospektiv utställning av hennes arbeten, som fick över 14 000 besökare.
Marika Mäkelä har varit gift med konstnären Jukka Mäkelä (1949–2018) och är i sitt andra äktenskap gift med Antti Rajalin. Hon bor i Pernå och Helsingfors. Mäkelä är representerad vid bland annat Göteborgs konstmuseum.